# جائزة دون بالون
منذ عام 1976 حتى عام 2010، والمجلة الإسبانية دون بالون تمنح جائزة دون بالون (Premio Don Balón) لأفضل لاعب إسباني، وأفضل لاعب أجنبي، أفضل حكم، وأفضل لاعب صاعد في الدوري الأسباني.

## الفائزين
| الموسم  | أفضل لاعب إسباني                    | أفضل لاعب أجنبي                       | لاعب صاعد                                    | أفضل مدرب                              | أفضل حكم                   |
| ------- | ----------------------------------- | ------------------------------------- | -------------------------------------------- | -------------------------------------- | -------------------------- |
| 1975–76 | ميغيل أنخيل غونزاليس (ريال مدريد)   | يوهان نيسكينز (برشلونة)               | -                                            | ميلان ميلانيتش (ريال مدريد)            | -                          |
| 1976–77 | خوان غوميز غونزاليس (نادي بورغوس)   | يوهان كرويف (برشلونة)                 | -                                            | لويس أراغونيس (أتلتيكو مدريد)          | -                          |
| 1977–78 | ميغويلي (برشلونة)                   | يوهان كرويف (برشلونة)                 | -                                            | لويس مولوني (ريال مدريد)               | -                          |
| 1978–79 | كيني (ريال سبورتينغ خيخون)          | أولي شتيليكه (ريال مدريد)             | -                                            | لويس مولوني (ريال مدريد)               | -                          |
| 1979–80 | رافائيل غورديلو (ريال بيتيس)        | أولي شتيليكه (ريال مدريد)             | -                                            | لويس مولوني (ريال مدريد)               | -                          |
| 1980–81 | خافيير أوروتيكويتشيا (إسبانيول)     | أولي شتيليكه (ريال مدريد)             | -                                            | Alberto Ormaetxea (ريال سوسيداد)       | -                          |
| 1981–82 | ميغيل تينديلو (فالنسيا)             | أولي شتيليكه (ريال مدريد)             | -                                            | Alberto Ormaetxea (ريال سوسيداد)       | -                          |
| 1982–83 | خوان أنتونيو سنيور (ريال سرقسطة)    | خوان بارباس (ريال سرقسطة)             | -                                            | خافيير كليمنتي (أتلتيك بيلباو)         | -                          |
| 1983–84 | مانويل سيرفانتيس (ريال مورسيا)      | خوان بارباس (ريال سرقسطة)             | -                                            | خافيير كليمنتي (أتلتيك بيلباو)         | -                          |
| 1984–85 | ميغويلي (برشلونة)                   | بيرند شوستر (برشلونة)                 | -                                            | تيري فينابلز (برشلونة)                 | -                          |
| 1985–86 | ميتشيل (ريال مدريد)                 | خورخي فالدانو (ريال مدريد)            | خوان كارلوس (لاعب كرة قدم) (ريال بلد الوليد) | لويس مولوني (ريال مدريد)               | Emilio Carlos Guruceta     |
| 1986–87 | أندوني زوبيزاريتا (برشلونة)         | هوغو سانشيز (ريال مدريد)              | إرنستو فالفيردي (إسبانيول)                   | خافيير كليمنتي (إسبانيول)              | Emilio Carlos Guruceta     |
| 1987–88 | خوان أنتونيو لارينغا (ريال سوسيداد) | أليمايو (أتلتيكو مدريد)               | سيباستيان لوسادا (إسبانيول)                  | ليو بينهاكر (ريال مدريد)               | إميليو سوريانو الادرين     |
| 1988–89 | فيرناندو غوميز (فالنسيا)            | أوسكار روجيري (لوغرونيس)              | لويس ميلا (برشلونة)                          | جون توشاك (ريال سوسيداد)               | Victoriano Sánchez Arminio |
| 1989–90 | رافائيل مارتن فازكويز (ريال مدريد)  | هوغو سانشيز (ريال مدريد)              | Pedro (LOG)                                  | جون توشاك (ريال مدريد)                 | إميليو سوريانو الادرين     |
| 1990–91 | يون أندوني غويكوتشيا (برشلونة)      | بيرند شوستر (أتلتيكو مدريد)           | لويس إنريكي (ريال سبورتينغ خيخون)            | يوهان كرويف (برشلونة)                  | Ildefonso Urízar Azpitarte |
| 1991–92 | أوغستين إيلودواين (نادي بورغوس)     | مايكل لاودروب (برشلونة)               | Delfí Geli (نادي ألباسيتي)                   | يوهان كرويف (برشلونة)                  | Raúl García de Loza        |
| 1992–93 | فران غونزاليز (ديبورتيفو لاكورونيا) | ميروسلاف دوكيتش (ديبورتيفو لاكورونيا) | جولين غيريرو (أتلتيك بيلباو)                 | أرسينيو إغليسياس (ديبورتيفو لاكورونيا) | Juan Andújar Oliver        |
| 1993–94 | جولين غيريرو (أتلتيك بيلباو)        | خريستو ستويتشكوف (برشلونة)            | سيرجي بارخوان (برشلونة)                      | فيكتور فرنانديز (ريال سرقسطة)          | أنتونيو خيسوس لوبيز نييتو  |
| 1994–95 | خوسيه إيميليو أمافيسكا (ريال مدريد) | إيفان زامورانو (ريال مدريد)           | راؤول غونزاليس (ريال مدريد)                  | أرسينيو إغليسياس (ديبورتيفو لاكورونيا) | Arturo Daudén Ibáñez       |
| 1995–96 | خوسيه لويس كامينيرو (أتلتيكو مدريد) | بريدراج مياتوفيتش (فالنسيا)           | إيفان دي لا بينا (برشلونة)                   | رادومير أنتيتش (أتلتيكو مدريد)         | أنتونيو خيسوس لوبيز نييتو  |
| 1996–97 | راؤول غونزاليس (ريال مدريد)         | رونالدو (برشلونة)                     | فكتور فرنانديز (ريال بلد الوليد)             | Vicente Cantatore (ريال بلد الوليد)    | مانويل ميخوتو غونزاليز     |
| 1997–98 | ألفونسو بيريز (ريال بيتيس)          | ريفالدو (برشلونة)                     | ألبرت سيلاديس (برشلونة)                      | خافيير إروريتا (سلتا فيغو)             | خوسيه ماريا غارسيا أراندا  |
| 1998–99 | راؤول غونزاليس (ريال مدريد)         | لويس فيغو (برشلونة)                   | تشافي هيرنانديز (برشلونة)                    | هيكتور كوبر (مايوركا)                  | مانويل ميخوتو غونزاليز     |
| 1999–00 | راؤول غونزاليس (ريال مدريد)         | لويس فيغو (برشلونة)                   | إيكر كاسياس (ريال مدريد)                     | خافيير إروريتا (ديبورتيفو لاكورونيا)   | أنتونيو خيسوس لوبيز نييتو  |
| 2000–01 | راؤول غونزاليس (ريال مدريد)         | لويس فيغو (ريال مدريد)                | كارليس بويول (برشلونة)                       | Mané (ألافيس)                          | خوسيه ماريا غارسيا أراندا  |
| 2001–02 | راؤول غونزاليس (ريال مدريد)         | زين الدين زيدان (ريال مدريد)          | خواكين سانشيز (ريال بيتيس)                   | رافاييل بينيتيز (فالنسيا)              | أنتونيو خيسوس لوبيز نييتو  |
| 2002–03 | تشابي ألونسو (ريال سوسيداد)         | نهاد قهوجي (ريال سوسيداد)             | تياغو موتا (برشلونة)                         | رينالد دينويكس (ريال سوسيداد)          | مانويل ميخوتو غونزاليز     |
| 2003–04 | فيسنتي رودريغيز (فالنسيا)           | رونالدينيو (برشلونة)                  | جوليو بابتيستا (نادي إشبيلية)                | خافيير إروريتا (ديبورتيفو لاكورونيا)   | سيزار مونيز فيرنانديز      |
| 2004–05 | تشافي هيرنانديز (برشلونة)           | خوان رومان ريكيلمي (نادي فياريال)     | سيرخيو راموس (نادي إشبيلية)                  | فرانك ريكارد (برشلونة)                 | ألبرتو أونديانو مايينكو    |
| 2005–06 | دافيد فيا (فالنسيا)                 | رونالدينيو (برشلونة)                  | راؤول ألبيول (فالنسيا)                       | فرانك ريكارد (برشلونة)                 | مانويل ميخوتو غونزاليز     |
| 2006–07 | سانتي كازورلا (ريكرياتيفو)          | ليونيل ميسي (برشلونة)                 | أليكسيس روانو ديلغادو (نادي خيتافي)          | خواندي راموس (نادي إشبيلية)            | ألبرتو أونديانو مايينكو    |
| 2007–08 | ماركوس سينا (فياريال)               | سيرخيو أغويرو (أتلتيكو مدريد)         | بويان كركيتش (برشلونة)                       | غريغوريو مانزانو (ريال مايوركا)        | مانويل ميخوتو غونزاليز     |
| 2008–09 | أندريس إنييستا (برشلونة)            | ليونيل ميسي (برشلونة)                 | جيرارد بيكيه (برشلونة)                       | جوسيب غوارديولا (برشلونة)              | Miguel Ángel Pérez Lasa    |
| 2009–10 | بورخا فاليرو (ريال مايوركا)         | ليونيل ميسي (برشلونة)                 | خافي مارتينيز (أتلتيك بيلباو)                | جوسيب غوارديولا (برشلونة)              | Javier Turienzo Álvarez    |

## من قبل لاعب الأجنبي
| اللاعب       | الدولة    | المجموع | الموسم                             |
| ------------ | --------- | ------- | ---------------------------------- |
| أولي شتيليكه | ألمانيا   | 4       | 1978-79, 1979–80, 1980–81, 1981–82 |
| ليونيل ميسي  | الأرجنتين | 3       | 2006-07, 2008–09, 2009–10          |
| لويس فيغو    | البرتغال  | 3       | 1998-99, 1999-00, 2000–01          |
| رونالدينيو   | البرازيل  | 2       | 2003-04, 2005–06                   |
| بيرند شوستر  | ألمانيا   | 2       | 1984-85, 1990–91                   |
| هوغو سانشيز  | المكسيك   | 2       | 1986-87, 1989–90                   |
| خوان بارباس  | الأرجنتين | 2       | 1982-83, 1983–84                   |
| يوهان كرويف  | هولندا    | 2       | 1976-77, 1977–78                   |

## من قبل لاعب إسباني
| اللاعب         | المجموع | الموسم                                      |
| -------------- | ------- | ------------------------------------------- |
| راؤول غونزاليس | 5       | 1996-97, 1998–99, 1999-00, 2000–01, 2001–02 |
| ميغويلي        | 2       | 1977-78, 1984–85                            |

## من قبل المدربين
| المدرب            | البلد   | المجموع | الموسم                             |
| ----------------- | ------- | ------- | ---------------------------------- |
| لويس مولوني       | إسبانيا | 4       | 1977-78, 1978–79, 1979–80, 1985–86 |
| خافيير إروريتا    | إسبانيا | 3       | 1997-98, 1999-00, 2003–04          |
| خافيير كليمنتي    | إسبانيا | 3       | 1982-83, 1983–84, 1986–87          |
| جوسيب غوارديولا   | إسبانيا | 2       | 2008-09, 2009–10                   |
| فرانك ريكارد      | هولندا  | 2       | 2004-05, 2005–06                   |
| أرسينيو إغليسياس  | إسبانيا | 2       | 1992-93, 1994–95                   |
| يوهان كرويف       | هولندا  | 2       | 1990-91, 1991–92                   |
| جون توشاك         | ويلز    | 2       | 1988-89, 1989–90                   |
| Alberto Ormaetxea | إسبانيا | 2       | 1980-81, 1981–82                   |

## وصلات خارجية ومصادر
- (بالإسبانية) الموقع الرسمي
- Spanish football awards by Don Balón